# Park Seleger Moor

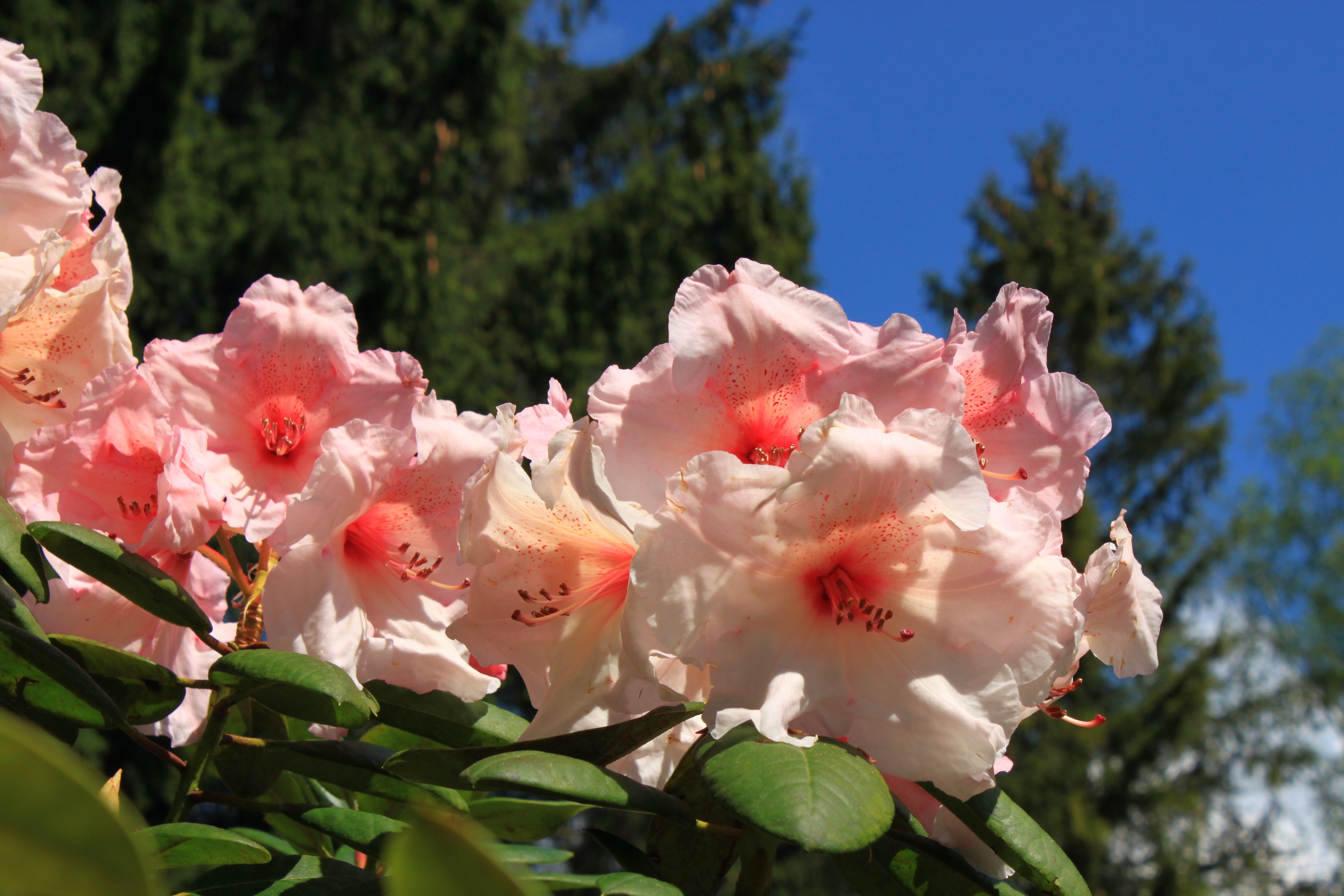
Rhododendron

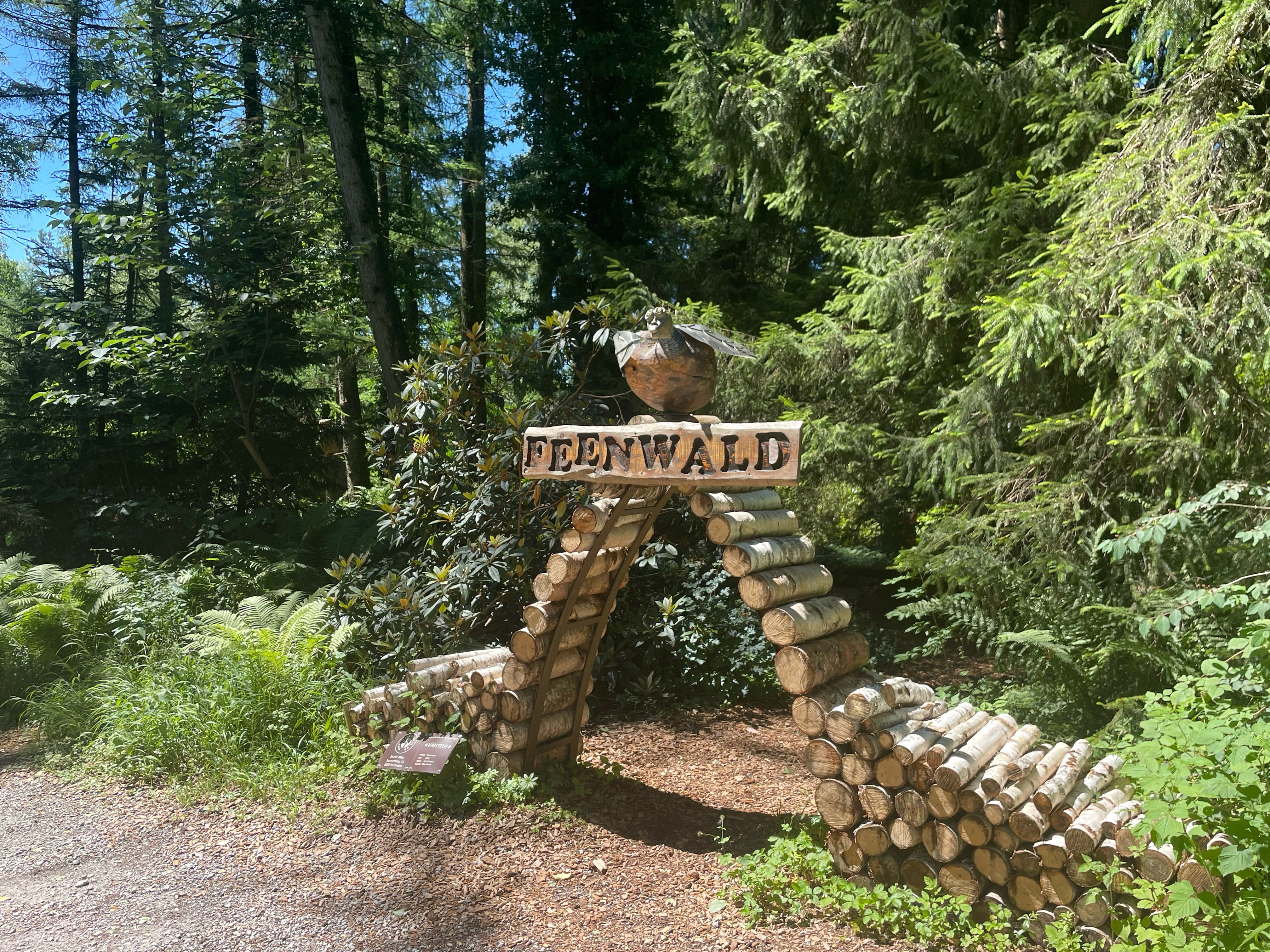
Tor zu einem Pfad in den Wald

Der Park Seleger Moor liegt zwischen den Dörfern Rifferswil und Hausen am Albis im Kanton Zürich in der Schweiz. Das Moor gehört zu den wichtigsten Hochmooren im Kanton Zürich. Der Park ist benannt nach seinem Gründer, dem Gartenbauer Robert Seleger (1911–2000).

## Robert Seleger

### Werdegang
Robert Seleger wurde am 5. August 1911 in Zürich-Enge geboren. Als Sohn eines Gärtnerehepaars kam er schon früh mit Pflanzen und Gärten in Kontakt. Im elterlichen Betrieb absolvierte er eine Lehre als Gärtner. Da er keinen Lohn erhielt, vermehrte er Kakteen und verkaufte sie auf eigene Rechnung. Von 1932 bis 1933 besuchte er die Kantonale Gartenbauschule Oeschberg in Koppigen. Anschliessend führte er nach dem Tod seines Vaters als ältester Sohn von fünf Geschwistern den elterlichen Betrieb weiter.
Ein Preisgeld für einen 1936 gewonnenen Wettbewerb im Gartenbau verwendete er für eine Studienreise nach Holland, Deutschland und Belgien. In Deutschland beeindruckte ihn vor allem der Betrieb von Georg Arends in Wuppertal-Ronsdorf, der für seine Züchtungen von Azaleen bekannt war. Arends widmete Seleger viel Zeit und vermittelte ihm wichtige Kenntnisse über Rhododendren und Azaleen.
1937 erzielte Robert Seleger an der Frühlingsgartenschau in Zürich für einen von ihm gestalteten Garten die höchste Punktzahl, und 1939 gehörte sein Garten an der Schweizerischen Landesausstellung 1939 zu den drei besten prämierten Gärten. 1943 erwarb Seleger das eidgenössische Diplom für Gärtnermeister, und 1945 arbeiteten schon 30 Mitarbeiter in seinem Betrieb.

### Der Weg zum Park
1953 übernahm Seleger die Projektierung und Bauleitung der Frühlingsgartenschau im Zürcher Hallenstadion. Beim Ausgraben einer Föhre im Rifferswiler Moor stellte er fest, dass der Boden genauso beschaffen war wie in den Rhododendren-Anbaugebieten von Holland und Norddeutschland. Noch im selben Jahr kaufte Seleger bei Rifferswil ein Stück Moor und pflanzte erste Rhododendren. Da 1956 im äusserst kalten Winter nur wenige Pflanzen überlebt hatten, suchte er in der ganzen Welt nach winterharten Pflanzen. Seine Expeditionen führten ihn an die Ost- und Westküste der USA, nach Kanada, Alaska, Russland, China und in die Berge von Nepal. Aus Kreuzungen der mitgebrachten Rhododendren mit anderen Züchtungen entstanden Sorten einer grossen Vielfalt an Farben und Formen, die besser mit grosser Kälte zurechtkamen.
In den kommenden Jahrzehnten entstand so im Rifferswiler Moor eine vielseitige, abwechslungsreiche Parklandschaft mit Rhododendren, Azaleen, Farnen und zahlreichen Baumarten und Pflanzen aus aller Welt. Mittels Drainage entstanden kleine Bäche und Teiche für die Ansiedlung von Seerosen und Wasserpflanzen.
1979 überführte Seleger den Park in eine Stiftung und brachte den Park mit Pflanzen und den darauf errichteten Gebäuden schuldenfrei darin ein. Seit 1988 hat die Genossenschaft Migros Zürich das Patronat über die Seleger Moor-Stiftung und unterstützt den Park Seleger Moor im Bereich der Administration und mit finanziellen Mitteln aus dem Migros-Kulturprozent. Die Stiftung entwickelt den Park nach Selegers Grundsätzen weiter.
Neben seiner Tätigkeit als Gartengestalter war Seleger begeisterter Kunstturner, Skifahrer und Bergsteiger. Als Segler gewann er mit seiner Mannschaft in der Fünf-Meter-Klasse drei Mal die Schweizer Meisterschaft. Acht Jahre lang war er Gemeinderat in Adliswil, ebenso lang politisierte er im Zürcher Kantonsrat.
Bei seinem Tod im Jahr 2000 hinterliess Robert Seleger einen 12 Hektar grossen Park mit lichtem Wald, unzähligen Rhododendren, Azaleen und Hortensien sowie weiteren 12 Hektar mit zusätzlichem Umschwung. Nach Robert Seleger ist eine Rhododendronart benannt, die Rhododendron keleticum Robert Seleger.

Sommer im Park
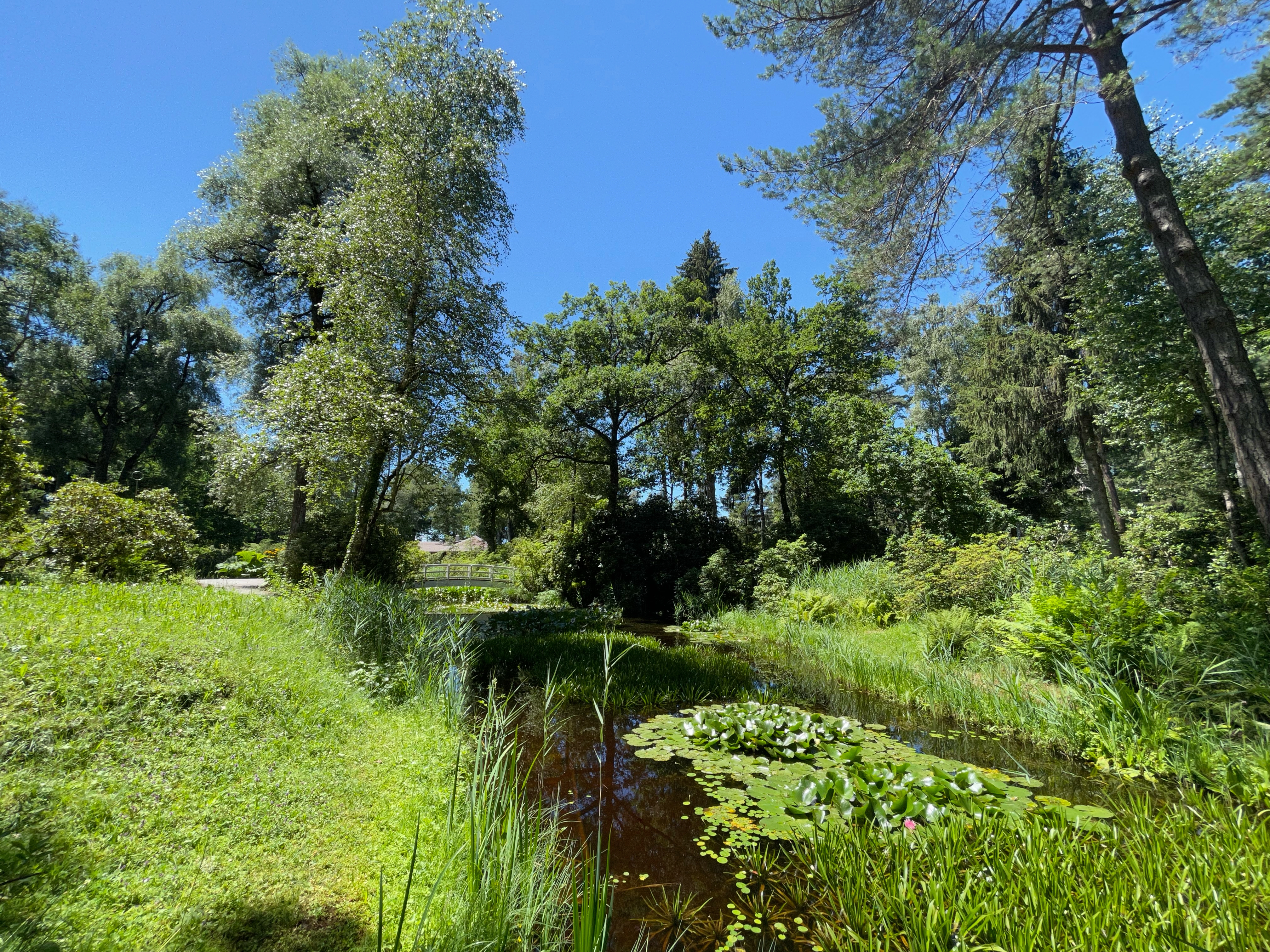
Teich mit Seerosen
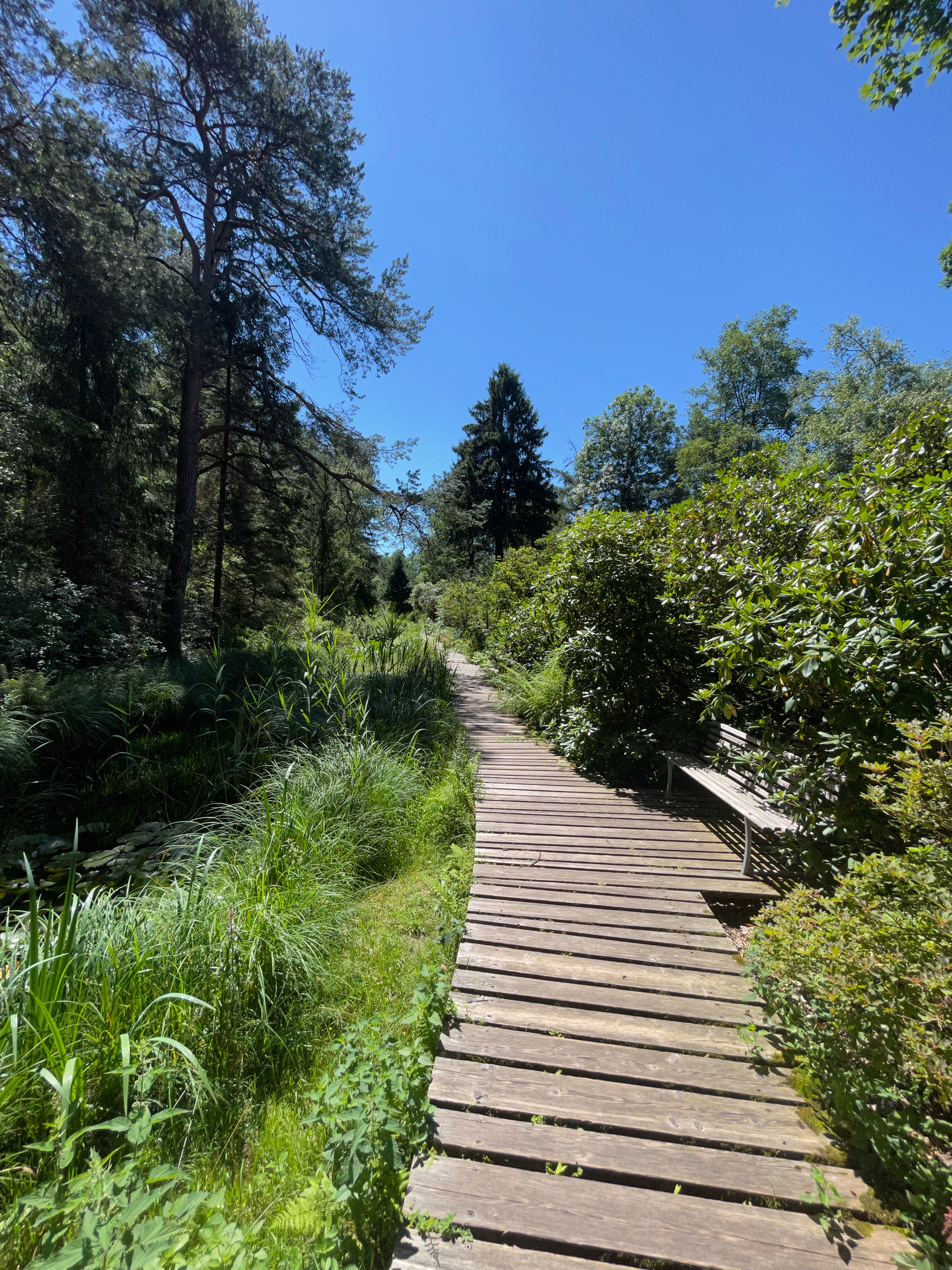
Holzsteg
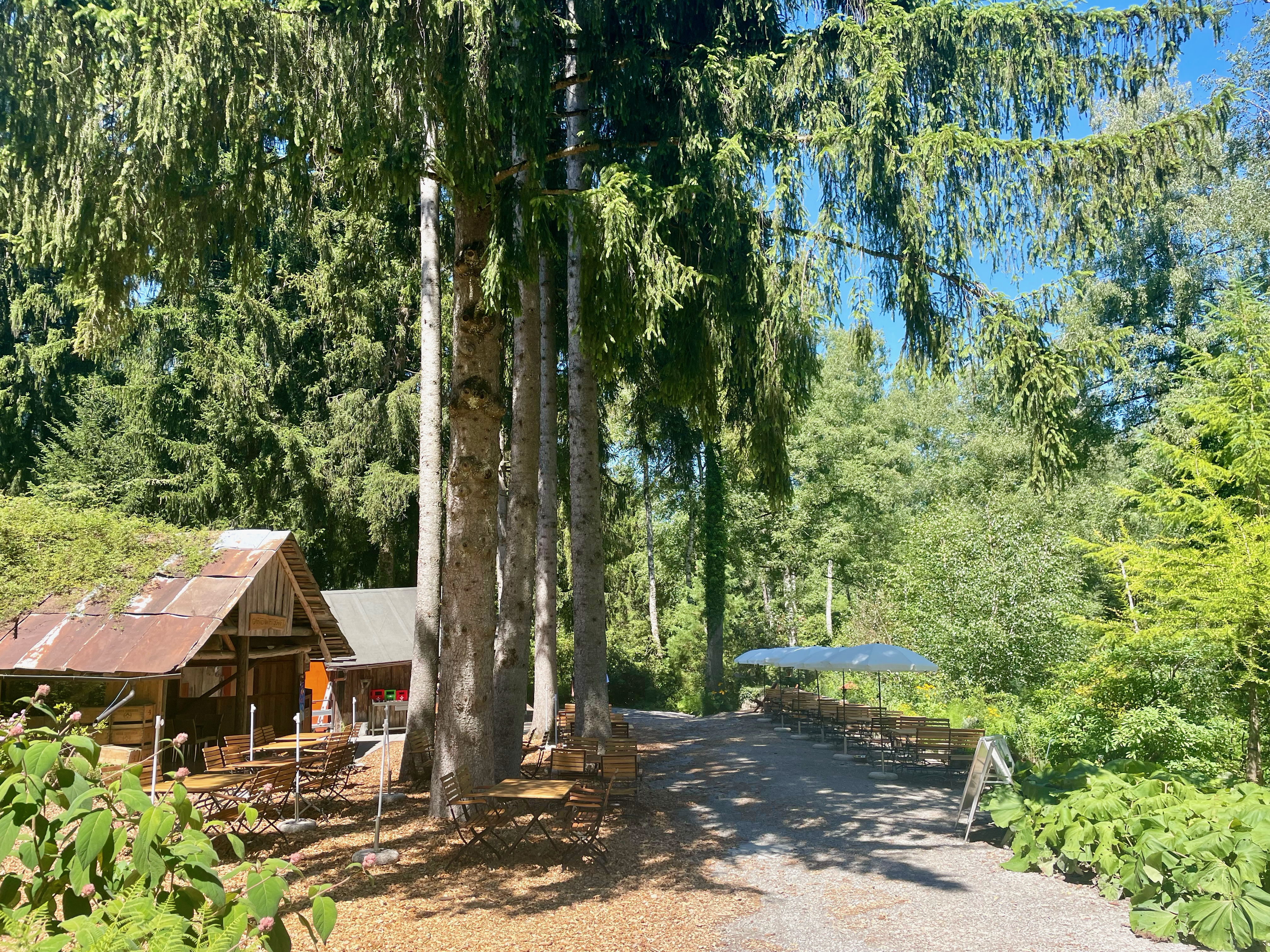
Restaurant
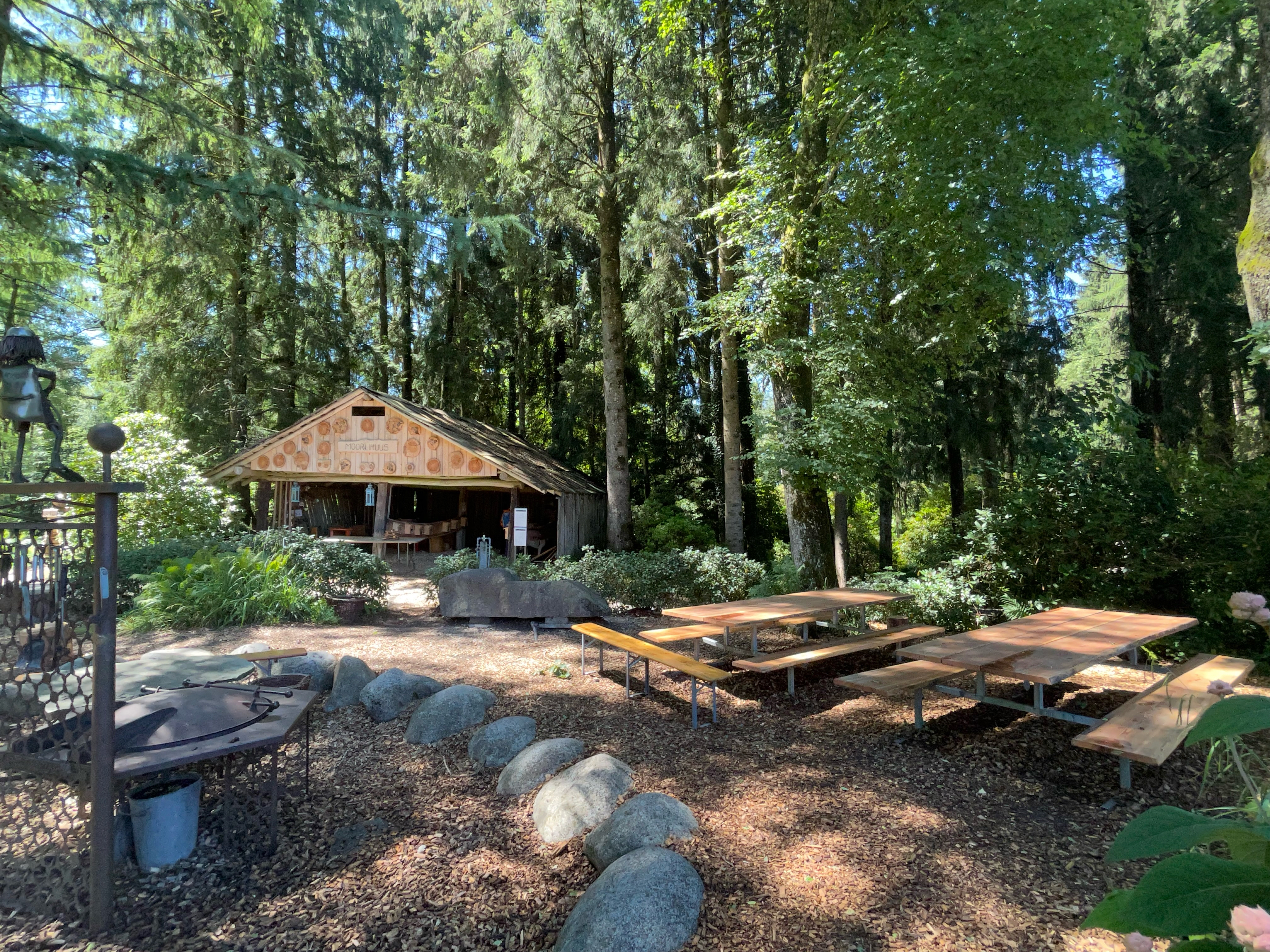
Grillplatz

## Der Park

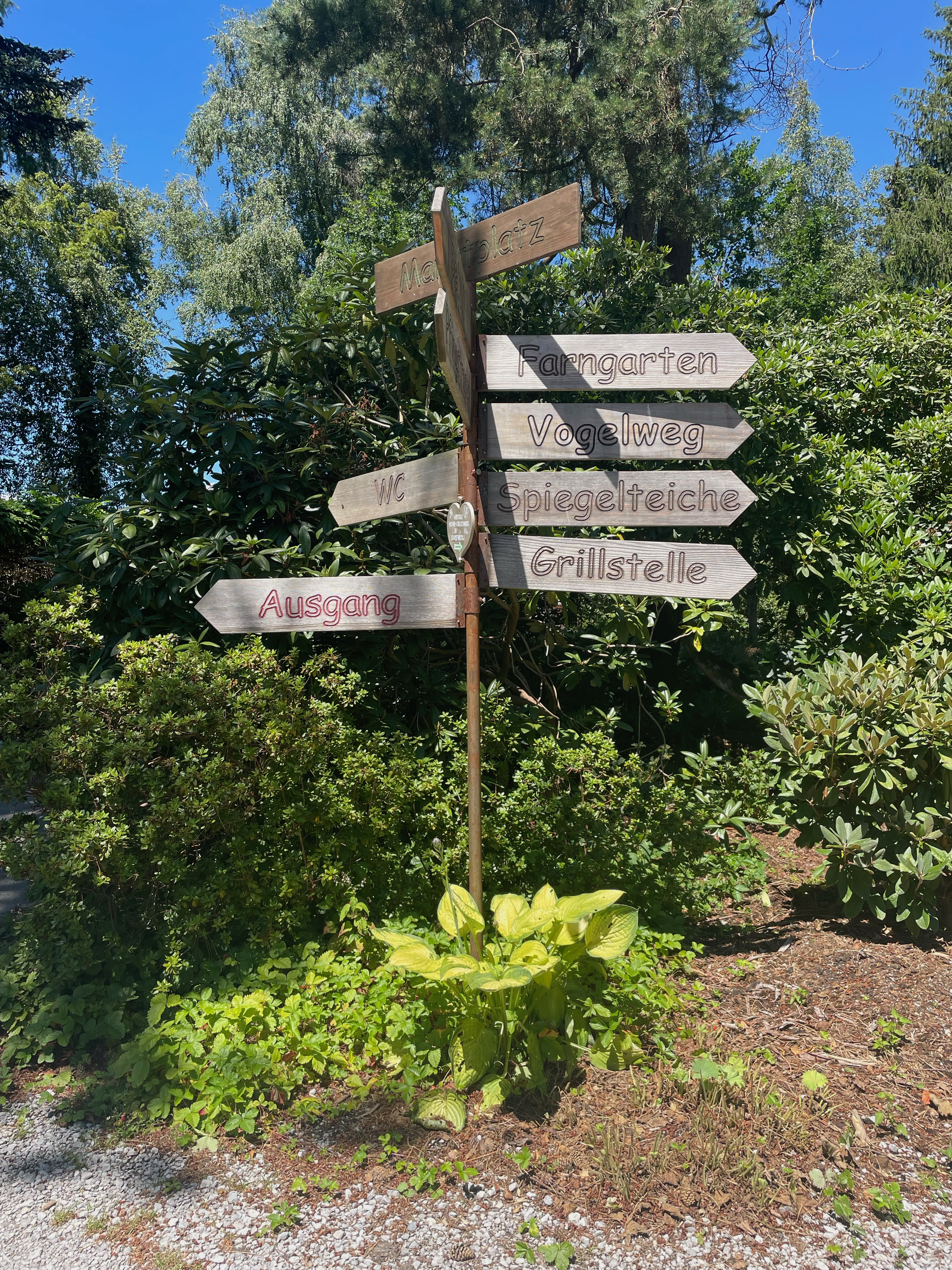
Wegweiser

Der weitläufige Park ist mit zahlreichen Wegen gut erschlossen, Wegweiser erleichtern die Orientierung. Die breiten Hauptwege sind rollstuhlgängig. Immer wieder führen mit Holzschnitzeln belegte schmale gewundene Wege durch das Gebüsch. Hinweistafeln benennen Bäume und Pflanzen und geben Erklärungen zu Biologie und Tierwelt. Es steht ein Grillplatz mit Feuerstelle und Bänken zur Verfügung, eine grosse Gartenwirtschaft bietet einfache Gerichte und Getränke an. Für Kinder gibt es mehrere Spielgelegenheiten und Orte, an denen zum Beispiel über verschiedene Vogelarten oder Insekten informiert wird. Auch über aufgefundene Findlinge aus der Zeit der letzten Vergletscherung wird informiert.
Im «Kulturzelt» werden in unregelmässigen Abständen Konzerte durchgeführt. Der Park ist durch eine Postautolinie an das Netz des öffentlichen Verkehrs angeschlossen. Privatwagen können gegen Gebühr auf einen Parkplatz in der näheren Umgebung gestellt werden.

## Das Moor
Während der letzten Eiszeit vor ca. 115'000 bis 10'000 Jahren stiessen die Alpengletscher periodisch bis weit ins schweizerische Mittelland vor; die Gegend um Rifferswil lag unter einer 200 Meter hohen Eisschicht. Bei ihrem Rückzug hinterliessen sie Moränenhügel, Täler sowie grössere und kleinere Senken. In einem dieser durch Gletscherzungen gebildeten Becken bildete sich im Osten des heutigen Rifferswil vor rund 20'000 Jahren ein etwa ein Quadratkilometer grosser seichter See. Durch seine Verlandung im Lauf der Jahrtausende entstand hier ein Moor. Der Untergrund besteht aus Seekreide, also zu 95 % aus Kalk.

## Bäume und Pflanzen
Neben vielen Rhododendren, Hortensien und Azaleenarten wachsen zahlreiche exotische Bäume im Park wie zum Beispiel:
- Schneeglöckchenbaum Halesia carolina
- Taschentuchbaum Davidia involucrata
- Urweltmammutbaum Metasequoia glyptostroboides
- Riesenmammutbaum Sequoiadendron giganteum
- Kuchenbäume Cercidiphyllum
- Mädchen-Kiefer Pinus parviflora
- Papier-Birke Betula papyrifera
- Roter Schlangenhaut-Ahorn Acer capillipes
- Schirmtanne Sciadopitys verticillata